# Oopsidius cetus
Oopsidius cetus är en skalbaggsart som beskrevs av Dillon 1952. Oopsidius cetus ingår i släktet Oopsidius och familjen långhorningar.
Artens utbredningsområde är Fiji. Inga underarter finns listade i Catalogue of Life.